# Reaching
| Críticas profissionais | Críticas profissionais |
| Avaliações da crítica  | Avaliações da crítica  |
| Fonte                  | Avaliação              |
| ---------------------- | ---------------------- |
| Allmusic               | [ 2 ]                  |

Reaching é o terceiro e último álbum de estúdio do duo norte-americano de música cristã contemporânea, LaRue, formada pelos irmãos Natalie LaRue e Phillip LaRue. Foi lançado em 8 de outubro de 2002 em CD.

## Lista de faixas
Todas as faixas escritas e compostas por Natalie LaRue e Phillip LaRue. 
| N.º            | Título             | Duração |  |
| 1.             | "Tonight"          | 4:09    |  |
| 2.             | "Unite"            | 4:10    |  |
| 3.             | "Everything"       | 4:41    |  |
| 4.             | "Peace To Shine"   | 3:55    |  |
| 5.             | "OK To Cry"        | 4:39    |  |
| 6.             | "Summertime"       | 4:20    |  |
| 7.             | "Trinity"          | 4:24    |  |
| 8.             | "Without You"      | 4:13    |  |
| 9.             | "Lift Up"          | 4:14    |  |
| 10.            | "Reaching"         | 4:13    |  |
| 11.            | "Angels And Peace" | 8:53    |  |
| Duração total: | Duração total:     | 1:13:14 |  |